# Lilian Cordones
Lilian Cordones (5 de diciembre de 1995) es una deportista panameña que compite en judo. Ganó una medalla de bronce en los Juegos Panamericanos de 2023, en la categoría de –52 kg.

## Palmarés internacional
| Juegos Panamericanos | Juegos Panamericanos | Juegos Panamericanos | Juegos Panamericanos |
| Año                  | Lugar                | Medalla              | Categoría            |
| -------------------- | -------------------- | -------------------- | -------------------- |
| 2023                 | Santiago (Chile)     | Medalla de bronce    | –52 kg               |